# Katey Sagal
Katey Sagal (født Catherine Louise Sagal 19. januar 1954 i Hollywood i Californien) er en amerikansk skuespiller, sangerinde og forfatter, bedst kendt som Peggy Bundy i Vore værste år, Leela i Futurama og Gemma i Sons of Anarchy.

## Tidlig karriere
Sagal kommer fra en jødisk-amerikansk familie, hun er datter af instruktøren Boris Sagal.
Sagal begyndte sin karriere i Hollywood. Hun optrådte i flere TV-film mellem 1971 og 1975 f.eks. Columbo-filmen Candidate for Crime. I 1973 arbejdede hun desuden som korsanger for diverse artister, blandt andet Bob Dylan, Gene Simmons og Tanya Tucker.

## Senere karriere
Sagal vendte tilbage til tv i 1985, hvor hun havde en rolle i fiaskoserien Mary med Mary Tyler Moore i hovedrollen. Rollen førte til, at hun blev castet som Peggy Bundy i Vore værste år. 
Efter Vore værste år optrådte Sagal i flere tv-serier. I 1999 ansatte Matt Groening hende som stemmen til Turanga Leela i Futurama. Futurama blev stoppet efter fem sæsoner. I 2010 blev serien genoptaget, hvor Segal gentog rollen som Turanga Leela.
Efter at Futurama blev stoppet, fik Sagal rollen som hustru til John Ritter i 8 Simple Rules for Dating My Teenage Daughter i 2002. Efter Ritters uventede død i september 2003 overtog Sagal hovedrollen i serien, som blev sendt frem til 2005.
Sagal er også en anerkendt som tekstforfatter. I 1976, mens hun var medlem af The Group with No Name, bidrog hun til albummet Moon over Brooklyn. Hun var også korsanger  på KISS-bassisten Gene Simmons' soloalbum. Den 19. april 1994 udgav hun sit første soloalbum, Well.... Ti år senere, den 1. juni 2004, udgav hun sit andet album, Room.
I 2005 gæsteoptrådte Sagal to gange i tv-serien Lost. 
Fra 2008 har hun medvirket i dramaserien Sons of Anarchy.
I 2020 gæsteoptrådte Sagal i Big Bang Theory som Penny’s mor Susan.

## Filmografi
- Pitch Perfect 2 (2015)
- Bleed for This (2016)